# Comté d'Amelia
Le comté d'Amelia est un comté de Virginie, aux États-Unis. Il a été nommé en hommage à la princesse Amélie fille du roi George II. Le comté a pour siège Amelia Courthouse et fait partie de l'aire métropolitaine de Richmond.
Il a été créé en 1735 par distraction d'une partie des comtés du Prince George et de Brunswick. Par la suite son territoire a été réduit pour créer les comtés du Prince-Edouard en 1754 et de Nottoway en 1789.
Selon le recensement de 2010, la population du comté est 12 690 habitants pour une superficie de 920 km2.

## Géolocalisation
|                         | Comté de Powhatan | Comté de Chesterfield |
| Comté de Cumberland     | comté d'Amelia    |                       |
| Comté du Prince-Édouard | Comté de Nottoway | Comté de Dinwiddie    |